# Etheostoma boschungi
Etheostoma boschungi är en fiskart som beskrevs av Wall och Williams, 1974. Etheostoma boschungi ingår i släktet Etheostoma och familjen abborrfiskar. IUCN kategoriserar arten globalt som starkt hotad. Inga underarter finns listade i Catalogue of Life.